# تعرفه‌ها در دور اول ریاست جمهوری ترامپ
در دوران ریاست جمهوری دونالد ترامپ، سیاست‌های تعرفه‌ای او به عنوان اقدامات حمایتی در برابر سایر کشورها، به ویژه چین، مطرح شد. این سیاست‌ها عمدتاً شامل وضع تعرفه بر واردات خارجی توسط ترامپ، رئیس‌جمهور چهل و پنجم ایالات متحده، بود. ترامپ از قبل از ورود به ریاست جمهوری در سال ۲۰۱۷، تعرفه بر واردات را به عنوان ابزاری برای مقابله با کشورهایی که به نظر او «ایالات متحده را غارت می‌کنند» ترویج می‌کرد. او اصرار داشت که کشورهای خارجی باید تعرفه‌هایی که او وضع می‌کند را پرداخت کنند، اما بسیاری از اقتصاددانان معتقدند که در واقعیت، واردکنندگان آمریکایی این هزینه‌ها را متحمل می‌شوند.
در ژانویه ۲۰۱۸، ترامپ تعرفه‌هایی بین ۳۰ تا ۵۰ درصد بر پنل‌های خورشیدی و ماشین‌های لباسشویی وضع کرد. در مارس ۲۰۱۸، او تعرفه‌هایی بر فولاد (۲۵ درصد) و آلومینیوم (۱۰ درصد) از اکثر کشورها اعمال کرد که به گفته مورگان استنلی، حدود ۴٫۱ درصد از واردات ایالات متحده را شامل می‌شد. در ژوئن ۲۰۱۸، این تعرفه‌ها به اتحادیه اروپا، کانادا و مکزیک نیز گسترش یافت. دولت ترامپ به‌طور جداگانه تعرفه‌هایی را بر کالاهای وارداتی از چین تعیین و افزایش داد که منجر به یک جنگ تجاری شد.
شرکای تجاری ایالات متحده نیز تعرفه‌های تلافی‌جویانه بر کالاهای آمریکایی اعمال کردند. در ژوئن ۲۰۱۸، هند قصد داشت ۲۴۱ میلیون دلار جریمه تجاری بر ۱٫۲ میلیارد دلار فولاد و آلومینیوم هندی اعمال کند، اما مذاکرات این اقدام را تا ژوئن ۲۰۱۹ به تعویق انداخت، زمانی که هند تعرفه‌های تلافی‌جویانه ۲۴۰ میلیون دلاری بر کالاهای آمریکایی وضع کرد. کانادا نیز در اول ژوئیه ۲۰۱۸ تعرفه‌های تلافی‌جویانه مشابهی اعمال کرد. چین نیز تعرفه‌های تلافی‌جویانه معادل ۳۴ میلیارد دلار تعرفه وضع شده توسط ایالات متحده را اجرا کرد. در ژوئیه ۲۰۱۸، دولت ترامپ اعلام کرد که از برنامه دوران رکود بزرگ، یعنی شرکت اعتباری کالایی (CCC)، برای پرداخت تا ۱۲ میلیارد دلار به کشاورزان استفاده خواهد کرد و در ماه مه ۲۰۱۹ این کمک‌ها را به ۲۸ میلیارد دلار افزایش داد. وزارت کشاورزی ایالات متحده تخمین زد که پرداخت‌های کمک مالی بیش از یک سوم کل درآمد کشاورزی در سال‌های ۲۰۱۹ و ۲۰۲۰ را تشکیل می‌داد.
مذاکرات تعرفه‌ای در آمریکای شمالی نسبتاً موفقیت‌آمیزتر بود و ایالات متحده در ۲۰ مه ۲۰۱۹ تعرفه‌های فولاد و آلومینیوم را برای کانادا و مکزیک لغو کرد و به استرالیا و آرژانتین پیوست که تنها کشورهایی بودند که از این مقررات مستثنی شدند. با این حال، در ۳۰ مه، ترامپ به‌طور یکجانبه قصد خود را برای وضع تعرفه پنج درصدی بر تمام واردات از مکزیک از ۱۰ ژوئن اعلام کرد و این تعرفه‌ها در اول ژوئیه به ۱۰ درصد و هر ماه به مدت سه ماه پنج درصد افزایش می‌یافت، «تا زمانی که مهاجران غیرقانونی که از طریق مکزیک وارد کشور ما می‌شوند، متوقف شوند» و مهاجرت غیرقانونی را به عنوان شرط مذاکرات تعرفه‌ای ایالات متحده و مکزیک اضافه کرد. این اقدام تهدیدی برای تصویب توافقنامه ایالات متحده-مکزیک-کانادا (USMCA)، توافقنامه تجاری آمریکای شمالی که قرار بود جایگزین توافقنامه تجارت آزاد آمریکای شمالی (NAFTA) شود، تلقی شد. این تعرفه‌ها پس از مذاکرات در ۷ ژوئن لغو شدند.
تحلیلی که در ماه مه ۲۰۱۹ توسط CNBC انجام شد، نشان داد که تعرفه‌های ترامپ معادل یکی از بزرگ‌ترین افزایش‌های مالیاتی در ایالات متحده در دهه‌های اخیر است. مطالعات نشان داده‌اند که تعرفه‌های ترامپ درآمد واقعی در ایالات متحده را کاهش داده و بر تولید ناخالص داخلی ایالات متحده نیز تأثیر منفی گذاشته است. برخی مطالعات همچنین به این نتیجه رسیده‌اند که این تعرفه‌ها بر نامزدهای جمهوری‌خواه در انتخابات نیز تأثیر منفی گذاشته است.

## پیش زمینه
حزب جمهوری‌خواه از زمان آبراهام لینکلن تا جنگ سرد، به شدت طرفدار تعرفه‌های گمرکی بود. جمهوری‌خواهان در دهه‌های ۱۹۲۰ و اوایل ۱۹۳۰ تعرفه‌های بسیار بالایی را تصویب کردند که به‌طور گسترده‌ای برای وخیم‌تر کردن رکود بزرگ مقصر شناخته شدند. دونالد ترامپ استدلال کرده است که حزب جمهوری‌خواه با طرفداری از تجارت آزاد، به ریشه‌های خود خیانت کرده و به‌طور خاص از ویلیام مک‌کینلی به عنوان تأثیرگذار بر دیدگاه‌های ضد تجارت آزاد خود یاد کرده است. ترامپ در دهه ۱۹۸۰ دیدگاه‌های فعلی خود را در مورد مسائل تجاری اتخاذ کرد و گفت ژاپن و سایر کشورها از ایالات متحده سوء استفاده می‌کنند. در طول مبارزات انتخاباتی ریاست جمهوری ۲۰۱۶، ترامپ بارها از پیشنهادهای سیاستی حمایت کرد که توافق‌نامه‌های تجاری را برای ایالات متحده مورد مذاکره مجدد قرار می‌داد. در جلسه‌ای با هیئت تحریریه نیویورک تایمز در ژانویه ۲۰۱۶، ترامپ گفت که واردات چین به ایالات متحده را ۴۵ درصد مالیات خواهد بست. ترامپ بارها از توافق‌نامه تجارت آزاد آمریکای شمالی (نفتا) انتقاد کرد و آن را «بدترین توافق تجاری که ایالات متحده تاکنون امضا کرده است» خواند. او همچنین مشارکت ترانس-پاسیفیک را «ضربه مرگبار برای تولیدات آمریکا» خواند و گفت که «منافع کشورهای خارجی را بر منافع خودمان مقدم می‌دارد».
در ۲۱ نوامبر ۲۰۱۶، ترامپ در یک پیام ویدئویی، استراتژی اقتصادی «اول آمریکا» را معرفی کرد و گفت که «توافق‌نامه‌های تجاری دوجانبه منصفانه‌ای را مذاکره خواهد کرد که مشاغل و صنعت را به سواحل آمریکا بازمی‌گرداند». در ۲۳ ژانویه ۲۰۱۷، سه روز پس از رئیس‌جمهور شدن، ترامپ ایالات متحده را از مشارکت ترانس-پاسیفیک که از نظر سیاسی تفرقه‌انگیز بود، خارج کرد و معتقد بود که این توافق‌نامه اقتصاد و حاکمیت ایالات متحده را «تضعیف» می‌کند.
ترامپ همچنین تمایل خود را برای پایان دادن به توافق‌نامه تجارت آزاد آمریکای شمالی با کانادا و مکزیک نشان داده بود. دولت او شرایط این توافق‌نامه را مورد مذاکره مجدد قرار داد. ترامپ تهدید کرده بود که اگر مذاکرات شکست بخورد، از آن خارج خواهد شد. او به‌طور خاص از شرکت فورد موتور، کریر کورپوریشن و مون‌دلیز اینترنشنال به دلیل داشتن عملیات در مکزیک انتقاد کرد. در اوت ۲۰۱۵، در پاسخ به اعلامیه شرکت مون‌دلیز اینترنشنال، سازنده اورئو، مبنی بر انتقال تولید به مکزیک، ترامپ گفت که اورئو را تحریم خواهد کرد. توافق‌نامه جدید درصد قطعات و تولیداتی را که باید در آمریکای شمالی برای خودروهای داخلی انجام شود، افزایش داد، حداقل دستمزدی را برای برخی کارگران قطعات خودرو تعیین کرد و دسترسی فروش لبنیات ایالات متحده به کانادا را گسترش داد.
ترامپ مشابه رویکرد خود در مورد توافق‌نامه‌های تجاری، به عنوان بخشی از قرارداد با رأی‌دهندگان آمریکایی، متعهد شد که برای جلوگیری از اخراج کارگران یا نقل مکان شرکت‌ها به سایر کشورها، از طریق «قانون پایان برون‌سپاری»، تعرفه‌هایی را اعمال کند. هیچ قانونی در این زمینه در کنگره ارائه نشده است، اما ترامپ برای اعمال تعرفه بر پنل‌های خورشیدی، ماشین‌های لباسشویی، فولاد و آلومینیوم اقدام کرد. اجرای تعرفه‌ها عمدتاً در حوزه اختیارات وزارت بازرگانی و دفتر نمایندگی تجاری ایالات متحده قرار داشت.
ترامپ بارها وعده کاهش کسری تجاری آمریکا را داد و برای این منظور خواستار مذاکره مجدد در مورد توافق‌نامه‌های تجاری و اعمال تعرفه‌ها شد. با وجود این تلاش‌ها، در طول سال ۲۰۱۸ کسری تجاری همچنان افزایش یافت. در نوامبر ۲۰۱۸، ترامپ استدلال کرد که تعرفه‌ها ایالات متحده را ثروتمند می‌کند. او گفت که ایالات متحده از "تعرفه‌هایی که از چین دریافت می‌شود، میلیاردها دلار" به دست می‌آورد. او افزود: "اگر شرکت‌ها نمی‌خواهند تعرفه‌ها را پرداخت کنند، در ایالات متحده آمریکا بسازند. در غیر این صورت، فقط کشورمان را ثروتمندتر از همیشه کنیم!" بازرسان حقایق و اقتصاددانان ادعاهای ترامپ را نادرست توصیف کردند و آسوشیتدپرس نوشت: "تقریباً همه اقتصاددانان می‌گویند رئیس جمهور اشتباه می‌کند. دلیل آن این است که تعرفه‌ها مالیات بر واردات هستند. آنها می‌توانند باعث افزایش قیمت‌ها، کاهش تجارت بین کشورها و در نتیجه آسیب به رشد کلی اقتصادی شوند."

## تحلیل اقتصادی و تجاری
بر اساس نظرسنجی انجام شده توسط ابتکار بازارهای جهانی در دانشکده تجارت بوث دانشگاه شیکاگو، اجماع نظر اقتصاددانان برجسته بر این است که اعمال تعرفه‌های جدید ایالات متحده بر فولاد و آلومینیوم، رفاه آمریکایی‌ها را بهبود نخواهد بخشید. اقتصاددانان معتقدند که این تعرفه‌ها منجر به ضرر و زیان بیشتر از سود و منفعت خواهند شد، زیرا قیمت فولاد افزایش می‌یابد، که به مصرف‌کنندگان و آمریکایی‌هایی که در صنایع تولیدی استفاده‌کننده از فولاد کار می‌کنند، آسیب می‌رساند (این مشاغل ۸۰ برابر بیشتر از کسانی هستند که در بخش‌های تولید فولاد کار می‌کنند).
برندگان بزرگ این تعرفه‌ها، برخی از صنایع تولیدکننده فولاد و آلومینیوم آمریکایی هستند. با این حال، برخی از تولیدکنندگان (به ویژه تولیدکنندگان کوچک و متوسط) که به نهاده‌های خارجی وابسته هستند، ممکن است در نتیجه این تعرفه‌ها با مشکل مواجه شوند. مطالعه‌ای در مورد این پیشنهاد نشان داد که منجر به از دست دادن تخمینی ۱۴۶۰۰۰ شغل خواهد شد. مطالعات مربوط به تعرفه‌های فولاد سال ۲۰۰۲ که توسط دولت بوش وضع شد، نشان می‌دهد که آنها باعث از دست دادن شغل بیشتری نسبت به ایجاد شغل شده‌اند. اگر سایر کشورها با اعمال تعرفه‌های خود بر محصولات مختلف آمریکایی، علیه ایالات متحده تلافی کنند، از دست دادن شغل می‌تواند حتی بیشتر باشد.
دانشمندان هشدار دادند که استفاده دولت ترامپ از توجیهات «امنیت ملی» (که معمولاً توسط دولت‌های گذشته استفاده نمی‌شد) برای تعرفه‌ها می‌تواند نظم تجارت بین‌المللی را تضعیف کند، زیرا سایر کشورها می‌توانند از همین توجیهات برای تعرفه‌های خود استفاده کنند. سازمان تجارت جهانی به کشورها اجازه می‌دهد تا اقدامات لازم را برای تضمین امنیت ملی خود انجام دهند، اما این مقررات به دلیل احتمال سوء استفاده، به ندرت مورد استفاده قرار گرفته است. در حالی که دلایل امنیت ملی برای تعرفه‌ها ذکر شده است، توجه شده است که تعرفه‌ها عمدتاً به متحدان آمریکایی آسیب می‌رساند، نه دشمنان؛ ایالات متحده مستقیماً فولاد و آلومینیوم بسیار کمی از چین وارد می‌کند. کارشناسان تجارت همچنین خاطرنشان کردند که ایالات متحده در حال حاضر بیش از دو سوم فولاد مورد نیاز خود را تولید می‌کند.
چهل و پنج انجمن تجاری ایالات متحده از ترامپ می‌خواهند که تعرفه‌هایی را بر چین اعمال نکند و هشدار می‌دهند که این امر «به ویژه برای اقتصاد و مصرف‌کنندگان ایالات متحده مضر» خواهد بود.
فدراسیون ملی خرده‌فروشی در مخالفت خود با تعرفه‌ها بسیار صریح بوده است. فدراسیون ملی خرده‌فروشی همچنین یک کمپین تبلیغاتی را با بن استاین راه‌اندازی کرد، که نقش خود را به عنوان معلم اقتصاد از فیلم «روز مرخصی فریس بیولر» تکرار کرد و استدلال کرد که تعرفه‌ها اقتصاد بدی هستند و به مصرف‌کنندگان آسیب می‌رسانند.
جنرال موتورز تعطیلی کارخانه‌های خود در مریلند، میشیگان، اوهایو و انتاریو و کاهش بیش از ۱۴۰۰۰ شغل را اعلام کرد و تعرفه‌های فولاد را به عنوان یکی از عوامل ذکر کرد. ترامپ از این تصمیم ابراز نارضایتی کرد.